# Distretto di Šentvid
Il distretto di Šentvid (in sloveno Četrtna skupnost Šentvid, pronuncia [ʃɛntˈʋiːt]) o semplicemente Šentvid è uno dei 17 distretti (mestna četrt) della città di Lubiana.